# Povijesno središte grada Meksika
Povijesno središte grada Meksika (šp. Centro Histórico de Ciudad de México), poznato i jednostavno kao Centro Histórico je središnji dio grada Meksika oko glavnog trga poznatog kao Zócalo ili „Ustavni trg” (Plaza de la Constitución), koji je ujedno i najveći trg u Sjevernoj Americi i jedan od najvećih u svijetu, te može primiti oko 100.000 posjetitelja odjednom. Povijesno središte se prostire od Zocala u svim smjerovima, a njegovim najdaljim krajem na zapadu se smatra park Alameda Central.
Ovo je područje na kojemu se nalazio Astečka prijestolnica Tenochtitlan, na čijim su ruševinama Španjolci podigli glavni grad svoje najveće kolonije, Nove Španjolske. Ono se prostire na površini većoj od 9 km², gdje se nalazi 668 blokova s preko 9.000 građevina od kojih su 1.500 proglašene za povijesnu baštinu. Većina povijesnih građevina je izgrađena od 16. do 19. stoljeća, a podijeljene su u dvije zone, zona A su pretkolumbovske građevine i kolonijalne građevine do neovisnosti Meksika, a zona B su građevine iz 19. stoljeća koje imaju veliki arhitektonski i povijesni značaj.
Zbog toga je „Povijesno središte grada Meksika” upisano na UNESCO-ov popis mjesta svjetske baštine u Sjevernoj Americi 1987. godine.

## Odlike
Nakon španjolskog osvajanja Tenochtitlana plan pravilnih ulica, gdje se dvije glavne sijeku u središnjem trgu dijeleći grad na četiri velike četvrti, je ostao gotovo netaknut, a nove kolonijalne građevine su se uglavnom izgradile od kamenih ostataka astečkih. Mnogi španjolski doseljenici su se u 17. i 18. stoljeću obogatili rudarstvom i trgovinom, te se njihovo bogatstvo odražava u raskošnim baroknim palačama kao što su Palača Iturbide ili Casa de los Azulejos ("Kuća pločica" jer je prekrivena Puebla keramikom).
Središte je ipak trg Zócalo (ili Plaza de la Constitución, tj. "Ustavni trg") na kojemu se nalaze: 
- Prvostolnica Alameda s muzejom je zgrađena od 1573. – 1813. i najveća je katedrala u Amerikama. Na njezinom mjestu je nekada bila astečka sveta četvrt Teocalli
- Barokna Nacionalna palača, izgrađena na mjestu Montezumine palače i od njezina kamena, zauzima cijelu istočnu stranu trga. U njoj se nalazi ured predsjednika, državna riznica, nacionalni arhiv, te hodnici i stubišta oslikani povijesnim zidnim slikama najvećih meksičkih umjetnika. Na središtu se nalazi zvonik Campana de Dolores kojim predsjednik svakog 15. kolovoza obilježava neovisnost Meksika.
- Zgrade vlade i
- Neprofitno udruženje za pomoć siromašnima iz 1775. god., Nacional Monte de Piedad, i najveća prodavnica rabljene robe na svijetu.

Iza katedrale se nalaze ostaci velike piramide Tenochtitlána (Templo Mayor) na čijim arheološkim ostacima je izgrađen muzej i gdje je 1978. godine pronađen veliki kameni disk s bareljefima astečke božice Coyolxauhqui.
Sjeverno od Zocala nalaze se renesansna Crkva sv. Dominika (Santo Domingo), koja je sve što je ostalo od nekada prvog samostana Nove Španjolske, te Kolegij sv. Ildefonsa, koji je danas muzej i rodno mjesto meksičkog zidnog sikarstva, te brojne druge građevine.
Zapadno se nalaze palače Iturbide i Casa de Azulejos, funkcionalistički neboder Torre Latinoamericana, Nacionalni muzej umjetnosti (Museo Nacional de Arte, MUNAL), Palača meksičkih poštara (Palacio de Correos de Mexico) ili Glavna pošta, te brojne druge građevine.
Istočno je renesansni Museo de la Secretaría de Hacienda y Crédito Público, danas
umjetnički muzej, Gospina crkva La Santisima, Muzej moderne umjentosti José Luis Cuevas i Kuća prve tiskare u Amerikama iz 1524. god., te brojne druge građevine.
Južno se nalazi javni park Alameda Central, uz koji se nalazi središnji kulturni centar Meksika, secesijsko kazalište Palacio de Bellas Artes ("Palača umjetnosti"), a na jugu park se otvara u veliki polukružni spomenik jednom od najomiljenijih meksičkih predsjednika, Benitu Juarezu (1806. – 1872.)
- Palača Iturbide
- Casa de los Azulejos
- Atrij zgrade Nacional Monte de Piedad
- Nacionalna palača
- Velika piramida u Tenochtitlánu s muzejom u pozadini
- Santo Domingo
- Nacionalni muzej umjetnosti
- Museo de la Secretaría de Hacienda y Crédito Público
- La Santisima
- Atrij muzeja José Luis Cuevas

## Vanjske poveznice
- Povijesno središte grada Meksika na World Monuments Fund (engl.)
- Fotografije na UNESCO-ovim službenim stranicama  Arhivirana inačica izvorne stranice od 4. veljače 2012. (Wayback Machine) (engl.)